# Клагенфуртска градска дворана
Клагенфуртска градска дворана је ледена спортска дворана у Клагенфурту. Капацитет дворане је 5.088 места. Користи је хокејашки клуб Клагенфурт АК.
Хала је отворена 1959, а неколико пута је реновирана.
У дворани је било одиграно Светско првенство у хокеју на леду 1982. за групу Б и Светско првенство у хокеј на леду 1992. такође за групу Б. Такође одржане су и квалификасије за олимпијске игре 2002. и олимпијске игре 2006. године.